# Anthophora leucophaea
Anthophora leucophaea là một loài Hymenoptera trong họ Apidae. Loài này được Pérez mô tả khoa học năm 1879.